# Manabu Saitō
Manabu Saito (Prefectura de Kanagawa, Japó, 4 d'abril de 1990) és un futbolista japonès. Ha disputat 3 partits amb la selecció del Japó.
El 12 de maig de 2014 s'anuncià la seva inclusió a la llista de 23 jugadors de la selecció japonesa per disputar el Mundial de 2014 al Brasil. Els dorsals van ser anunciats el 25 de maig.